# 马里波萨县
马里波萨县（英語：Mariposa County）是美国加利福尼亚州的一个县，县治马里波萨。根据美国普查局2020年统计，共有人口17,131人；人口比例白人約占88.93%、印第安人占3.51%。